# Fuji Speedway
Koordinati:   35°22′18″N, 138°55′36″E
Fuji Speedway je dirkališče, ki stoji ob vznožju gorovja Fudži, na Japonskem. Leta 2000 ga je kupila korporacija Toyota Motor Corporation in ga prenovila. Dirkališče je nato v sezonah 2007 in 2008 gostilo dirko Formule 1 za Veliko nagrado Japonske, ki jo je predtem gostilo že v sezonah 1976 in 1977.

## Zmagovalci
| Sezona | Zmagovalec      | Moštvo           | Poročilo |
| ------ | --------------- | ---------------- | -------- |
| 2008   | Fernando Alonso | Renault          | Poročilo |
| 2007   | Lewis Hamilton  | McLaren-Mercedes | Poročilo |
| 1977   | James Hunt      | McLaren          | Poročilo |
| 1976   | Mario Andretti  | Lotus            | Poročilo |